# Josef Borjan
Josef Borjan (1844 – 9. května 1904 Varvažov) byl rakouský a český politik německé národnosti, na počátku 20. století poslanec Českého zemského sněmu.

## Biografie
Působil jako starosta domovské obce Varvažov. Kromě toho zasedal v okresním zastupitelstvu v Chabařovicích a byl zde i okresním starostou. Rovněž byl členem okresní školní rady. Roku 1898 mu císař udělil zlatý záslužný kříž. Byl ženatý, měl tři děti.
Počátkem 20. století se zapojil i do zemské politiky. Ve volbách v roce 1901 byl zvolen v kurii venkovských obcí (volební obvod Ústí nad Labem, Chabařovice) do Českého zemského sněmu. Politicky patřil k Německé pokrokové straně (němečtí liberálové).
V květnu 1904 spáchal sebevraždu. Předtím trpěl delší dobu onemocněním ledvin a krku. K této nemoci se přidaly i nervové záchvaty. Několik dnů před smrtí odjel do Prahy na konzultaci ohledně své nemoci. Vrátil se v depresi a následně se oběsil v dřevníku u svého domu.